# Viện Smithsonian
Viện Smithsonian, tức Smithsonian Institution (/smɪθˈsoʊniən/ smith-SOH-nee-ən), hoặc Smithsonian, là một nhóm các bảo tàng và trung tâm giáo dục và nghiên cứu, là khu phức hợp lớn nhất trên thế giới, do Chính phủ Hoa Kỳ tạo ra "để tăng cường và phổ biến kiến thức". Viện thành lập vào ngày 10 tháng 8 năm 1846, hoạt động như một công cụ ủy thác và không chính thức là một phần của bất kỳ chi nhánh nào trong ba chi nhánh của chính phủ liên bang. Tổ chức được đặt tên theo nhà tài trợ sáng lập, nhà khoa học người Anh James Smithson. Ban đầu nó được tổ chức với tên gọi Bảo tàng Quốc gia Hoa Kỳ, nhưng tên gọi đó đã không còn tồn tại về mặt hành chính kể từ năm 1967.
Viện được gọi là "tầng áp mái của quốc gia" vì lưu giữ 154 triệu vật phẩm theo phong cách chiết trung, 19 bảo tàng, 21 thư viện, 9 trung tâm nghiên cứu và sở thú của Viện bao gồm các địa danh lịch sử và kiến trúc, chủ yếu nằm ở Quận Columbia. Các cơ sở bổ sung được đặt tại Maryland, New York, và Virginia. Hơn 200 tổ chức và bảo tàng ở 45 tiểu bang, Puerto Rico, và Panama là Chi nhánh của Smithsonian. Các ấn phẩm của tổ chức bao gồm tạp chí Smithsonian và Air & Space.
Hàng năm viện đón 30 triệu du khách miễn phí. Ngân sách hàng năm của nó là khoảng 1,25 tỷ đô la, với hai phần ba đến từ khoản trích lập hàng năm của liên bang. Nguồn tài trợ khác đến từ tài trợ của Tổ chức, đóng góp của tư nhân và doanh nghiệp, hội phí, và doanh thu bán lẻ, nhượng quyền và cấp phép kiếm được. Tính đến năm 2021, tài sản của Viện có tổng giá trị khoảng 5,4 tỷ đô la.

## Thành lập

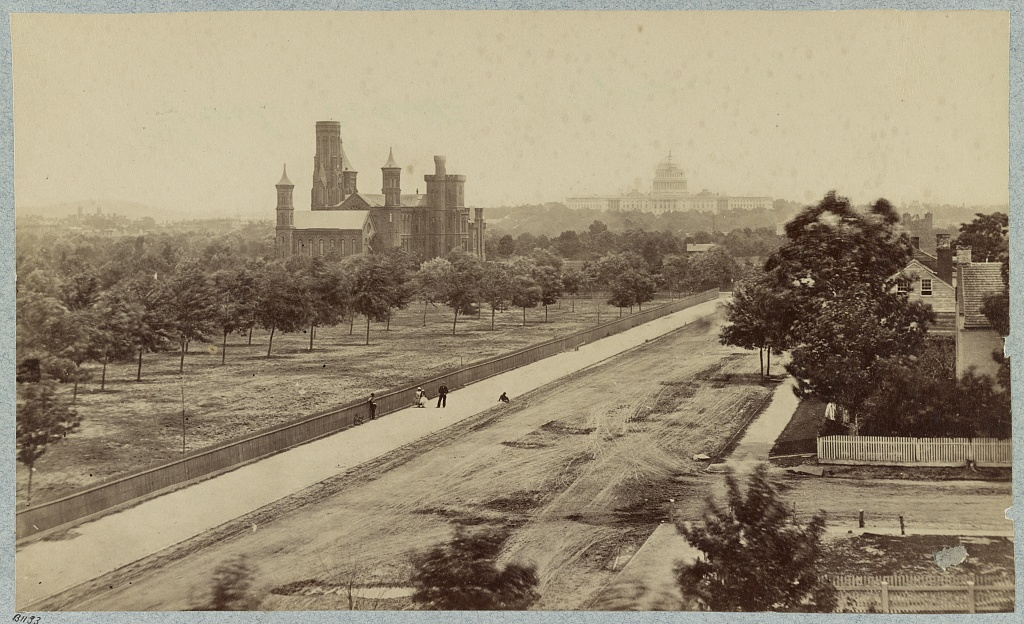
The Castle tháng 4 năm 1865

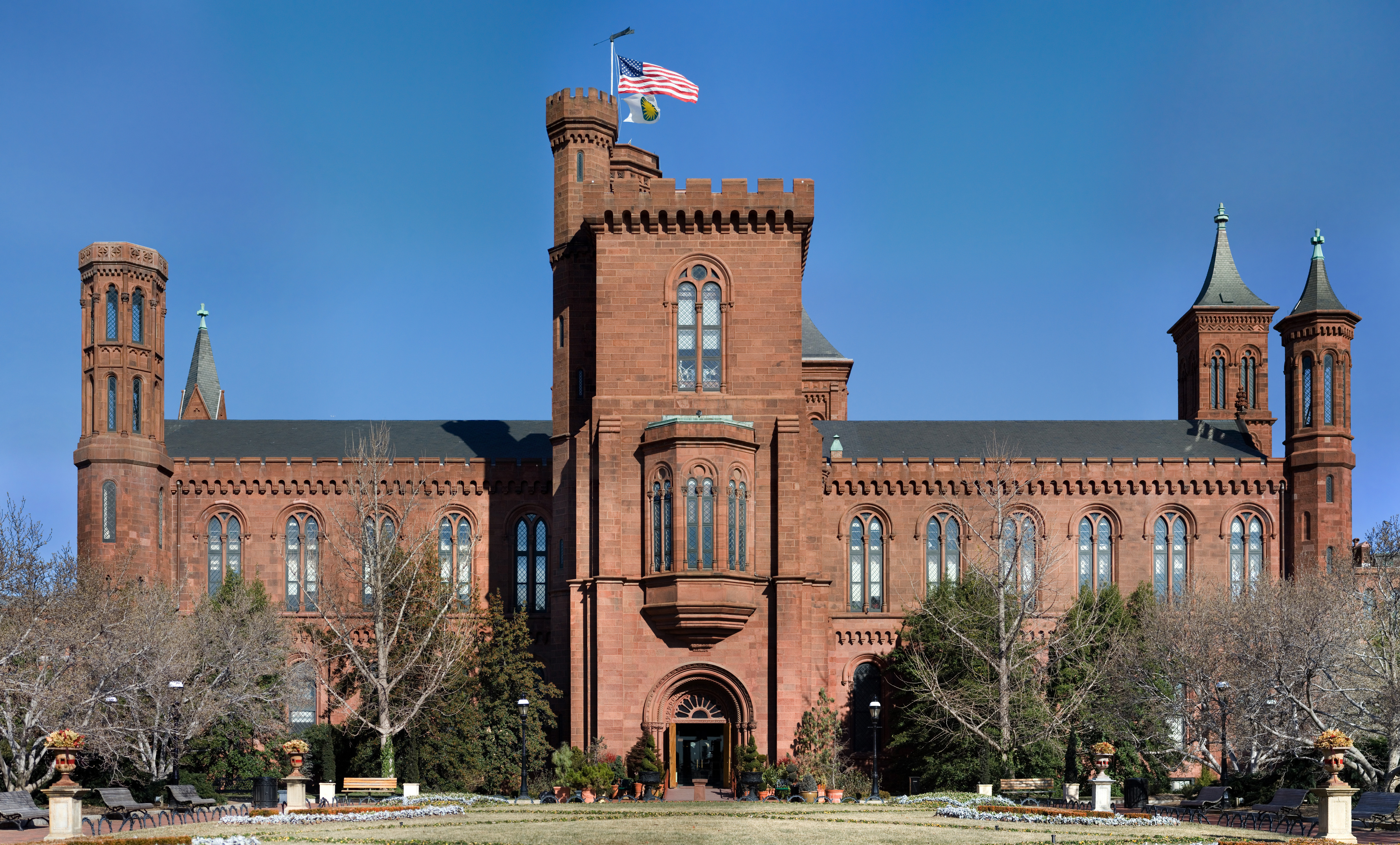
"The Castle"(xây dựng năm 1847) trên National Mall: tòa nhà sớm nhất của Viện vẫn là trụ sở chính của nó

Theo nhiều cách, nguồn gốc của Viện Smithsonian có thể bắt nguồn từ một nhóm công dân Washington, những người "ấn tượng với tầm quan trọng của việc thành lập một hiệp hội để quảng bá kiến thức hữu ích," đã gặp nhau vào ngày 28 tháng 6 năm 1816, để thành lập Viện Xúc tiến Nghệ thuật và Khoa học Colombia. Các viên chức được bầu vào tháng 10 năm 1816, và tổ chức được Quốc hội ban hành điều lệ vào ngày 20 tháng 4 năm 1818 (điều lệ này hết hạn vào năm 1838). Benjamin Latrobe, kiến trúc sư cho Tòa nhà Quốc hội Hoa Kỳ sau Chiến tranh năm 1812, và William Thornton, kiến trúc sư đã thiết kế Nhà Bát giác và Tudor Place, sẽ là các sĩ quan.
Các thành viên nổi bật khác, được đánh số từ 30 đến 70 trong suốt thời gian tồn tại của Viện, bao gồm John Quincy Adams, Andrew Jackson, Henry Clay, Judge William Cranch, và James Hoban. Các thành viên danh dự bao gồm James Madison, James Monroe, John Adams, Thomas Jefferson, và Marquis de Lafayette. Chi phí hoạt động được đài thọ từ khoản phí 5 đô la Mỹ hàng năm thu từ mỗi thành viên.
Viện đề xuất một số chủ trương. Chúng bao gồm nghiên cứu đời sống thực vật và tạo ra một vườn bách thảo ở Trung tâm mua sắm Capitol, kiểm tra sản lượng khoáng sản của đất nước, cải thiện quản lý và chăm sóc gia súc, viết lịch sử địa hình và thống kê của Hoa Kỳ. Các báo cáo đã được xuất bản định kỳ để chia sẻ kiến thức này với nhiều công chúng hơn, nhưng do thiếu kinh phí, điều này ban đầu đã không xảy ra. Viện gặp nhau lần đầu tiên tại Khách sạn Blodget, sau đó là tại Bộ Ngân khố và Tòa thị chính, trước khi được giao một ngôi nhà cố định vào năm 1824 trong tòa nhà Capitol.
Bắt đầu từ năm 1825, các cuộc họp hàng tuần đã được sắp xếp trong các phiên họp của Quốc hội để đọc các tác phẩm khoa học và văn học, nhưng điều này chỉ được tiếp tục trong một thời gian ngắn, vì số lượng người tham dự giảm nhanh chóng. 85 thông tin liên lạc của 26 người đã được đưa ra Quốc hội trong suốt thời gian tồn tại của xã hội, với hơn một nửa liên quan đến thiên văn học hoặc toán học. Trong số tất cả các hoạt động mà Viện đã lên kế hoạch, chỉ có một số hoạt động thực sự được triển khai như thành lập vườn bách thảo và bảo tàng được thiết kế để có địa vị quốc gia và lâu dài. Không gian bị chiếm đóng trước đây, hiện tại là Vườn bách thảo.
Bảo tàng chứa các mẫu vật động vật học, thực vật học, khảo cổ học, hóa thạch, v.v., một số mẫu vật đã được chuyển giao cho Viện Smithsonian sau khi thành lập. Điều lệ của Viện hết hạn vào năm 1838, nhưng tinh thần của nó vẫn tồn tại trong National Institution, thành lập năm 1840. Với sứ mệnh "thúc đẩy khoa học và nghệ thuật  hữu ích và để thành lập một bảo tàng lịch sử tự nhiên quốc gia ", tổ chức này tiếp tục thúc giục Quốc hội thành lập một bảo tàng sẽ có cấu trúc rất giống với những bảo tàng cuối cùng được đưa vào ngày thành lập Viện Smithsonian. Công việc của nó đã giúp phát triển một triết lý cơ bản thúc đẩy việc theo đuổi và phát triển tri thức khoa học có lợi cho quốc gia, đồng thời khuyến khích người dân.
Viện Smithsonian thành lập với tôn chỉ "tăng cường và phổ biến" kiến thức do nhà khoa học người Anh James Smithson (1765-1829) tài trợ và tặng lại cho nước Mỹ. Điều lạ là James Smithson chưa từng đến Mỹ bao giờ. Theo di chúc để lại thì tài sản của ông được trao cho chính phủ Mỹ nếu người cháu (gọi ông là chú) Henry James Hungerford không có người nối dõi. Hungerford mất năm 1835 mà không có người thừa kế nên tài sản của Smithson trị giá 104.960 đồng vàng, tương đương tương đương $13.741.000 năm 2022 hoặc tương đương £11.936.989 năm 2023 Tuy nhiên, khi xem xét GDP vào thời điểm đó, nó có thể tương đương với 220 triệu đô la vào năm 2007.
Tám năm sau Quốc hội Mỹ thông qua điều luật thành lập Viện Smithsonian, một học viện bán công lập. Thật không may, số tiền này đã được Bộ Tài chính Hoa Kỳ đầu tư vào trái phiếu do bang Arkansas phát hành, vốn sớm bị vỡ nợ. Sau cuộc tranh luận sôi nổi, đại diện của Massachusetts (và cựu tổng thống) John Quincy Adams đã thuyết phục Quốc hội khôi phục số tiền bị mất với lãi suất và bất chấp việc số tiền thiết kế cho các mục đích khác, đã thuyết phục các đồng nghiệp của ông giữ nó cho một tổ chức khoa học và học tập. Cuối cùng, ngày 10 tháng 8 năm 1846, Tổng thống James K. Polk đã ký đạo luật thành lập Viện Smithsonian như một công cụ ủy thác của Hoa Kỳ, được quản lý bởi Hội đồng nhiếp chính và một thư ký của Smithsonian.

## Phát triển
Mặc dù thư ký thứ nhất của Smithsonian, Joseph Henry, muốn tổ chức này trở thành một trung tâm nghiên cứu khoa học, nhưng cơ sở của Viện nhanh chóng biến thành nơi tàng trữ các bộ sưu tập của chính phủ liên bang. Đoàn thám hiểm Hoa Kỳ của U.S. Navy đã đi vòng quanh thế giới từ năm 1838 đến năm 1842. Chuyến đi đã thu thập được hàng nghìn mẫu vật động vật, thảo mộc gồm 50.000 mẫu thực vật, các loại vỏ và khoáng chất đa dạng, các loài chim nhiệt đới, lọ nước biển và các hiện vật dân tộc học từ Nam Thái Bình Dương. Những mẫu vật và đồ tạo tác này đã trở thành một phần của bộ sưu tập Smithsonian, cũng như những kết quả được thu thập bởi một số cuộc khảo sát quân sự và dân sự về Miền Tây Hoa Kỳ, bao gồmCuộc khảo sát ranh giới Mexico và Cuộc khảo sát đường sắt Thái Bình Dương, tập hợp nhiều người Mỹ bản địa và các mẫu vật lịch sử tự nhiên.

### Bảo tàng và tòa nhà

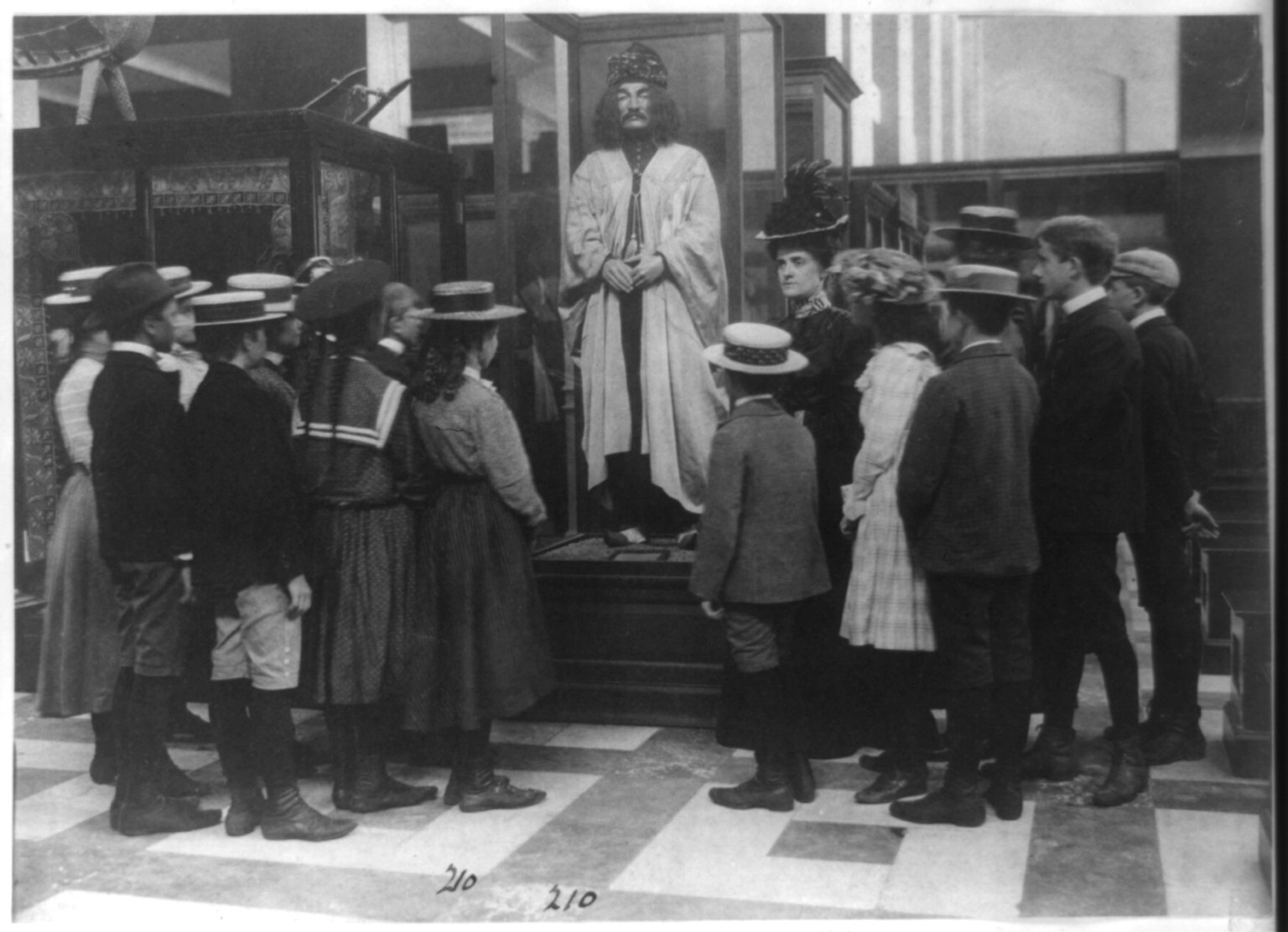
Một chuyến đi thực tế của trường tới Viện Smithsonian vào khoảng năm 1900

Trụ sở của Viện do kiến trúc sư James Renwick vẽ kiểu mang hình dáng một tòa lâu đài nên mệnh danh là "The Castle". Công việc xây cất hoàn tất năm 1855 ở địa điểm nhìn ra National Mall, tức công viên lớn trên trục chính của thủ đô Hoa Kỳ. Nhà hảo tâm Charles Lan Freer là một trong những tư nhân đầu tiên góp ngân khoản và quý vật để xây dựng Viện. Đóng góp lớn nhất của Freer là bộ sưu tập triển lãm ở Freer Gallery.

### Chiến dịch vốn
Vào năm 2011, Smithsonian đã thực hiện chiến dịch gây quỹ đầu tiên. Nỗ lực trị giá 1,5 tỷ đô la đã huy động được 1 tỷ đô la sau 3 năm. Các quan chức của Smithsonian đã công khai chiến dịch vào tháng 10 năm 2014 với nỗ lực quyên góp được 500 triệu đô la còn lại. Hơn 60.000 cá nhân và tổ chức đã quyên góp tiền cho chiến dịch vào thời điểm nó được công khai. Điều này bao gồm 192 quà tặng trị giá ít nhất là 1  triệu đô la Mỹ. Các thành viên trong ban giám đốc của các viện bảo tàng Smithsonian khác nhau đã quyên góp 372 triệu đô la Mỹ. Smithsonian nói rằng số tiền gây quỹ sẽ được hoàn thành xây dựng Bảo tàng quốc gia về lịch sử và văn hóa người Mỹ gốc Phi và cải tạo Bảo tàng hàng không và vũ trụ quốc gia, Bảo tàng lịch sử quốc gia Hoa Kỳ, và Phòng trưng bày Renwick. Một số tiền nhỏ hơn sẽ dành cho các sáng kiến giáo dục và số hóa các bộ sưu tập. Tính đến tháng 9 năm 2017, Smithsonian tuyên bố đã huy động được 1,79  tỷ đô la sớm ba tháng trước khi kết thúc chiến dịch.

## Hành chính
Viện Smithsonian thực thể là một tín thác của chính phủ Liên bang Hoa Kỳ. Kinh phí Viện do Bộ Tài chánh trang trải và quyền lợi của Viện được Bộ Tư pháp đại diện.
Đứng đầu Viện là một Viện trưởng (chancellor) do Chánh án Tối cao Pháp viện Hoa Kỳ kiêm nhiệm. Hội đồng Quản trị gồm có 17 thành viên, trong đó 8 vị là viên chức trong chính phủ Hoa Kỳ: Chánh án Tối cao Pháp viện, Phó tổng thống, 3 nghị sĩ do phó tổng thống bổ nhiệm, và 3 dân biểu do chủ tịch Hạ viện Hoa Kỳ (Speaker of the House) bổ nhiệm. Chín vị còn lại là do Quốc hội bỏ phiếu chọn nhưng không được là người trong Quốc hội. Các thành viên trong Hội đồng Quản trị không lãnh lương mà chỉ được đền bù chi phí liên quan đến việc thi hành trách nhiệm ở Viện. Việc điều hành thường nhật là do Tổng thư ký (Secretary) giám sát. Tổng thư ký là do Hội đồng Quản trị chọn.

## Hệ thống Viện bảo tàng

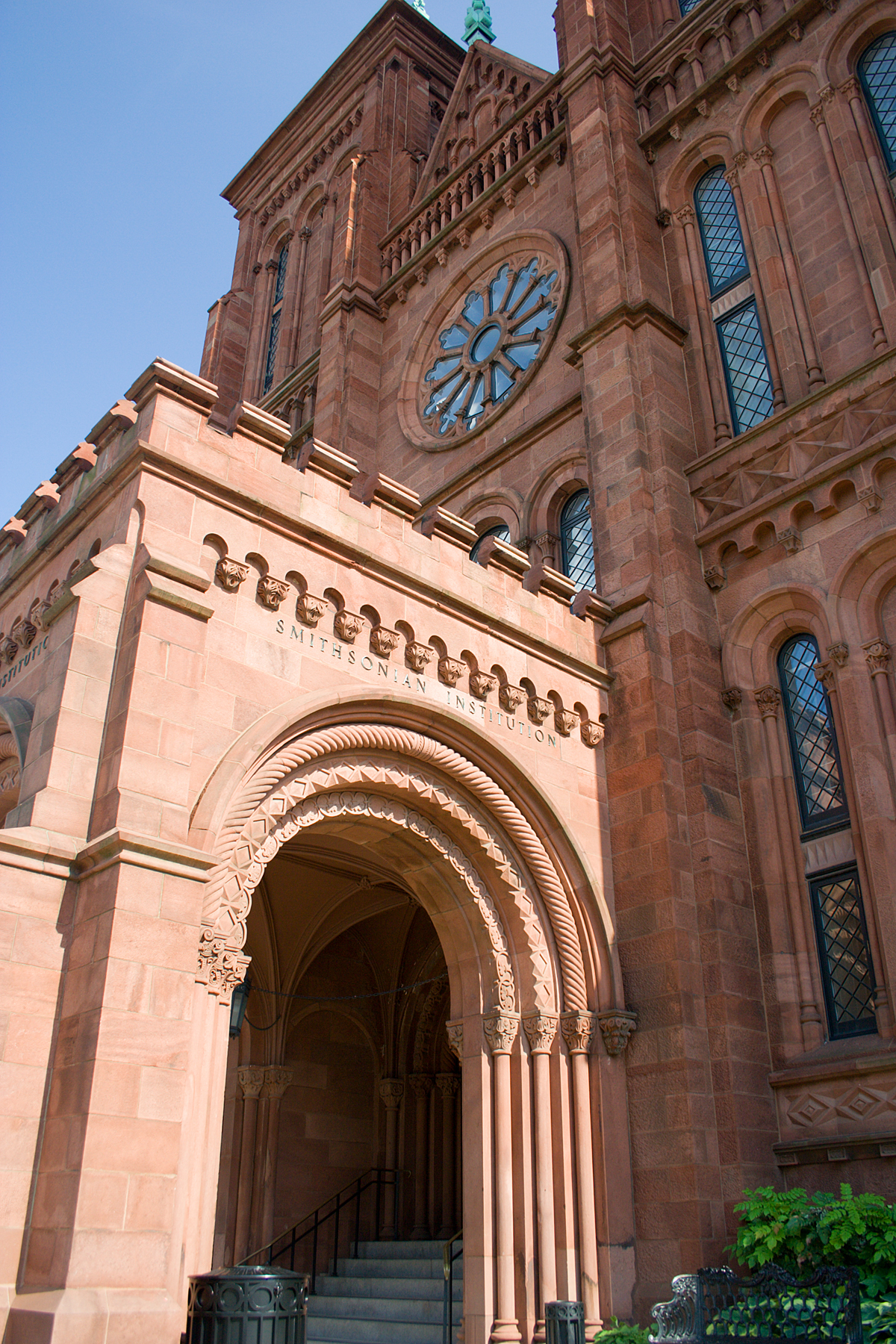
Cổng vào "Lâu đài" Smithsonian

Có mười chín bảo tàng và phòng trưng bày, cũng như Công viên Động vật học Quốc gia, bao gồm các bảo tàng Smithsonian. Mười một ở trên National Mall, công viên chạy giữa Lincoln Memorial và United States Capitol. Các bảo tàng khác nằm ở những nơi khác ở Washington, D.C., với hai bảo tàng nữa ở Thành phố New York và một ở Chantilly, Virginia.
| Viện                                                               | Loại sưu tập                                    | Vị trí                            | Mở cửa     | Chú thích     |
| ------------------------------------------------------------------ | ----------------------------------------------- | --------------------------------- | ---------- | ------------- |
| Anacostia Community Museum                                         | Văn hóa người Mỹ gốc Phi                        | Washington, D.C. Anacostia        | 1967       | [ 32 ]        |
| Arthur M. Sackler Gallery (liên kết với Freer Gallery)             | Nghệ thuật Châu Á                               | Washington, D.C. National Mall    | 1987       | [ 33 ]        |
| Arts and Industries Building                                       | Địa điểm tổ chức sự kiện đặc biệt               | Washington, D.C. National Mall    | 1881       | [ 34 ]        |
| Cooper Hewitt, Smithsonian Design Museum                           | Lịch sử thiết kế                                | New York City Museum Mile         | 1897       | [ 35 ]        |
| Freer Gallery of Art (affiliated with the Sackler Gallery)         | Nghệ thuật Châu Á                               | Washington, D.C. National Mall    | 1923       | [ 33 ]        |
| Hirshhorn Museum and Sculpture Garden                              | Nghệ thuật đương đại và hiện đại                | Washington, D.C. National Mall    | 1974       | [ 36 ]        |
| National Air and Space Museum                                      | Lịch sử hàng không và chuyến bay vũ trụ         | Washington, D.C. National Mall    | 1946, 1976 | [ 37 ]        |
| National Air and Space Museum's Steven F. Udvar-Hazy Center        | Lịch sử hàng không và chuyến bay vũ trụ         | Chantilly, Virginia               | 2003       | [ 38 ]        |
| National Museum of African American History and Culture            | Lịch sử và văn hóa người Mỹ gốc Phi             | Washington, D.C. National Mall    | 2003, 2016 | [ 39 ] [ 40 ] |
| National Museum of African Art                                     | Nghệ thuật Châu Phi                             | Washington, D.C. National Mall    | 1964, 1987 | [ 41 ]        |
| National Museum of American History                                | Lịch sử Hoa Kỳ                                  | Washington, D.C. National Mall    | 1964       | [ 42 ]        |
| National Museum of the American Indian                             | Lịch sử và nghệ thuật của người Mỹ bản địa      | Washington, D.C. National Mall    | 2004       | [ 43 ] [ 44 ] |
| National Museum of the American Indian's George Gustav Heye Center | Lịch sử và nghệ thuật của người Mỹ bản địa      | New York City Bowling Green       | 1994       | [ 43 ] [ 45 ] |
| National Museum of Natural History                                 | Lịch sử tự nhiên                                | Washington, D.C. National Mall    | 1858, 1911 | [ 46 ]        |
| National Portrait Gallery                                          | Chân dung                                       | Washington, D.C. Penn Quarter     | 1968       | [ 47 ] [ 48 ] |
| National Postal Museum                                             | Bưu chính Hoa Kỳ; lịch sử bưu chính; gần đây    | Washington, D.C. NoMa             | 1993       | [ 49 ]        |
| Renwick Gallery                                                    | Thủ công mỹ nghệ và nghệ thuật trang trí Hoa Kỳ | Washington, D.C. Lafayette Square | 1972       | [ 50 ]        |
| Smithsonian American Art Museum                                    | Nghệ thuật kiểu Mỹ                              | Washington, D.C. Penn Quarter     | 1968       | [ 50 ]        |
| Smithsonian Institution Building (The Castle)                      | Trung tâm du lịch và văn phòng                  | Washington, D.C. National Mall    | 1855       | [ 51 ]        |
| National Zoological Park (National Zoo)                            | Vườn bách thú                                   | Washington, D.C. Rock Creek Park  | 1889       | [ 52 ]        |

### Bộ sưu tập
Bộ sưu tập của Smithsonian bao gồm 156 triệu tác phẩm nghệ thuật, đồ tạo tác và mẫu vật. Bảo tàng Lịch sử Tự nhiên Quốc gia lưu giữ 145 triệu mẫu vật và hiện vật, hầu hết là động vật được bảo quản trong Formaldehyde. Trung tâm Tìm kiếm Bộ sưu tập có 9,9 triệu bản ghi kỹ thuật số có sẵn trực tuyến. Các Thư viện của Viện Smithsonian có 2 triệu tập thư viện. Kho lưu trữ Smithsonian lưu giữ 156.830 foot khối (4.441 m3) tài liệu lưu trữ.

### Truy cập mở
Tháng 2 năm 2020, Smithsonian đã cung cấp 2,8 triệu món đồ kỹ thuật số cho công chúng dưới sự cống hiến trên miền công cộng Creative Commons Zero, với cam kết phát hành thêm các món đồ khác trong tương lai.